# Каган Мойсей Самійлович
Мойсей Самійлович Каган (*18 травня 1921, Київ, Українська РСР — †10 лютого 2006, Санкт-Петербург, Росія) — філософ, культуролог.

## Праці
- «Морфологія мистецтва» (рос. Морфология искусства), 1972
- «Людська діяльність» (рос. Человеческая деятельность), 1974
- «Філософія культури» (рос. Философия культуры), 1996